# Crioulos indo-portugueses
As línguas crioulas indo-portuguesas são as várias línguas crioulas surgidas nos territórios dos atuais países da Índia, do Seri Lanca e de Bangladexe que tiveram uma substancial influência da língua portuguesa na gramática ou léxico. Elas se originaram nas antigas colônias de Portugal nessa região. O Ethnologue relatou a existência de cerca de 5000 falantes nativos durante o ano de 2006.

## Línguas crioulas indo-portuguesas

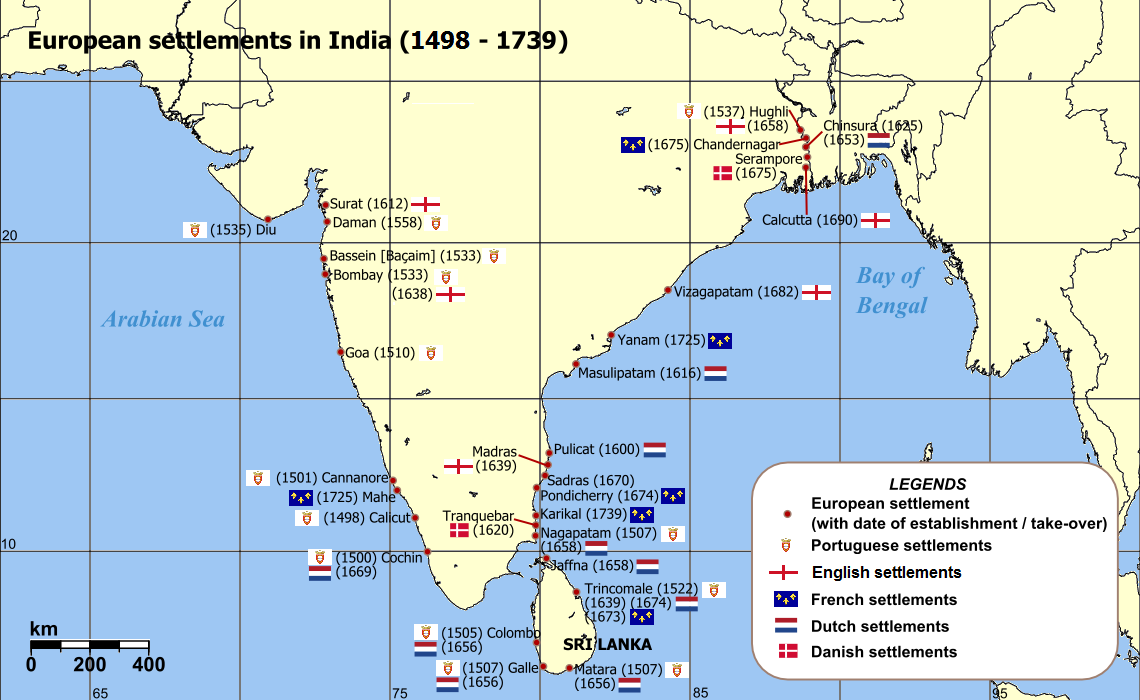
Assentamentos europeus na atual Índia e Seri Lanca entre 1501 e 1739.

### Atualmente falados
- Língua crioula indo-portuguesa do Seri Lanca
- Língua crioula indo-portuguesa de Damão e Diu
- Língua crioula indo-portuguesa de Korlai
- Língua crioula indo-portuguesa de Cananor

### Extintos
- Língua crioula indo-portuguesa de Bombaim
- Língua crioula indo-portuguesa de Cochim
- Língua crioula indo-portuguesa de Mangalor
- Língua crioula indo-portuguesa da Costa de Coromandel
- Língua crioula indo-portuguesa de Bengala
- Língua crioula indo-portuguesa de Quilom
- Língua crioula indo-portuguesa de Telicherri